# Урбина, Рикардо
Рикардо Урбина (исп. Ricardo Urbina; род. 1 июля 1977) — гондурасский шахматист, первый международный мастер Гондураса (2004).
Чемпион Гондураса (2001 и 2003). В составе национальной команды участник двух Олимпиад (2004 и 2010).

## Спортивные достижения
| Год  | Город          | Турнир         | + | − | = | Результат | Место |
| ---- | -------------- | -------------- | - | - | - | --------- | ----- |
| 2004 | Кальвиа        | 36-я олимпиада | 3 | 2 | 8 | 7 из 13   |       |
| 2010 | Ханты-Мансийск | 39-я олимпиада | 5 | 2 | 3 | 6½ из 10  |       |

## Изменения рейтинга
| Графики недоступны из-за технических проблем. См. информацию на Фабрикаторе и на mediawiki.org. |